# Општина Ванатори (Галац)
Ванатори (рум. Vânători) општина је у Румунији у округу Галац.
Oпштина се налази на надморској висини од 80 m.